# Qualifications du championnat du monde féminin de volley-ball 2010

## Zone Afrique

### Deuxième tour
| Groupe A                                                | Groupe B                                                           |
| ------------------------------------------------------- | ------------------------------------------------------------------ |
| Site : Lagos Cameroun Sénégal Botswana Nigeria RD Congo | Site : Maputo Zimbabwe Mozambique Swaziland Maurice Afrique du Sud |

#### Groupe A
| No | Équipe   | Points | Matches | Matches | Points | Points | Points | Sets | Sets   | Sets  |
| No | Équipe   | Points | gagnés  | perdus  | pour   | contre | Ratio  | pour | contre | Ratio |
| -- | -------- | ------ | ------- | ------- | ------ | ------ | ------ | ---- | ------ | ----- |
| 1  | Cameroun | 6      | 3       | 0       | 246    | 187    | 1.316  | 9    | 1      | 9.000 |
| 2  | Sénégal  | 5      | 2       | 1       | 205    | 190    | 1.079  | 6    | 3      | 2.000 |
| 3  | Nigeria  | 4      | 1       | 2       | 241    | 257    | 0.938  | 4    | 8      | 0.500 |
| 4  | Botswana | 3      | 0       | 3       | 199    | 257    | 0.774  | 2    | 9      | 0.222 |

#### Groupe B
| No | Équipe         | Points | Matches | Matches | Points | Points | Points | Sets | Sets   | Sets  |
| No | Équipe         | Points | gagnés  | perdus  | pour   | contre | Ratio  | pour | contre | Ratio |
| -- | -------------- | ------ | ------- | ------- | ------ | ------ | ------ | ---- | ------ | ----- |
| 1  | Maurice        | 8      | 4       | 0       | 346    | 226    | 1.531  | 12   | 2      | 6.000 |
| 2  | Afrique du Sud | 7      | 3       | 1       | 311    | 239    | 1.301  | 10   | 3      | 3.333 |
| 3  | Mozambique     | 6      | 2       | 2       | 290    | 262    | 1.107  | 7    | 6      | 1.167 |
| 4  | Swaziland      | 5      | 1       | 3       | 194    | 278    | 0.698  | 3    | 9      | 0.333 |
| 5  | Zimbabwe       | 4      | 0       | 4       | 164    | 300    | 0.547  | 0    | 12     | 0.000 |

### Troisième tour
| Groupe C                                                                   | Groupe D                                                                        |
| -------------------------------------------------------------------------- | ------------------------------------------------------------------------------- |
| Site : Nairobi Kenya Tunisie Cameroun (1er groupe A) Sénégal (2e groupe A) | Site : Batna Égypte Algérie Maurice (1er groupe B) Afrique du Sud (2e groupe B) |

#### Groupe C
| No | Équipe   | Points | Matches | Matches | Points | Points | Points | Sets | Sets   | Sets  |
| No | Équipe   | Points | gagnés  | perdus  | pour   | contre | Ratio  | pour | contre | Ratio |
| -- | -------- | ------ | ------- | ------- | ------ | ------ | ------ | ---- | ------ | ----- |
| 1  | Kenya    | 6      | 3       | 0       | 225    | 161    | 1.398  | 9    | 0      | MAX   |
| 2  | Tunisie  | 5      | 2       | 1       | 231    | 235    | 0.983  | 6    | 5      | 1.200 |
| 3  | Sénégal  | 4      | 1       | 2       | 214    | 255    | 0.839  | 3    | 8      | 0.375 |
| 4  | Cameroun | 3      | 0       | 3       | 268    | 287    | 0.934  | 4    | 9      | 0.444 |

#### Groupe D
| No | Équipe         | Points | Matches | Matches | Points | Points | Points | Sets | Sets   | Sets  |
| No | Équipe         | Points | gagnés  | perdus  | pour   | contre | Ratio  | pour | contre | Ratio |
| -- | -------------- | ------ | ------- | ------- | ------ | ------ | ------ | ---- | ------ | ----- |
| 1  | Algérie        | 6      | 3       | 0       | 245    | 145    | 1.690  | 9    | 1      | 9.000 |
| 2  | Égypte         | 5      | 2       | 1       | 245    | 212    | 1.156  | 7    | 4      | 1.750 |
| 3  | Maurice        | 4      | 1       | 2       | 158    | 205    | 0.771  | 3    | 6      | 0.500 |
| 4  | Afrique du Sud | 3      | 0       | 3       | 161    | 247    | 0.652  | 1    | 9      | 0.111 |

### Équipes qualifiées
- Kenya (1er groupe C)
- Algérie (1er groupe D)

## Zone Asie

### Premier tour
| Groupe A                                                     |
| Site : Wellington Tonga Fidji Samoa Salomon Nouvelle-Zélande |

#### Groupe A
| No | Équipe           | Points | Matches | Matches | Points | Points | Points | Sets | Sets   | Sets  |
| No | Équipe           | Points | gagnés  | perdus  | pour   | contre | Ratio  | pour | contre | Ratio |
| -- | ---------------- | ------ | ------- | ------- | ------ | ------ | ------ | ---- | ------ | ----- |
| 1  | Nouvelle-Zélande | 6      | 3       | 0       | 245    | 182    | 1.346  | 9    | 1      | 9.000 |
| 2  | Fidji            | 5      | 2       | 1       | 220    | 243    | 0.905  | 6    | 5      | 1.200 |
| 3  | Samoa            | 4      | 1       | 2       | 261    | 237    | 1.101  | 6    | 6      | 1.000 |
| 4  | Tonga            | 3      | 0       | 3       | 162    | 226    | 0.717  | 0    | 9      | 0,000 |

### Deuxième tour
| Groupe B                                                                       | Groupe C                                                             |
| ------------------------------------------------------------------------------ | -------------------------------------------------------------------- |
| Site : Öskemen Kazakhstan Ouzbékistan Maldives Nouvelle-Zélande (1er groupe A) | Site : Nakhon Pathom Taïwan Thaïlande Bangladesh Fidji (2e groupe A) |

#### Groupe B
| No | Équipe           | Points | Matches | Matches | Points | Points | Points | Sets | Sets   | Sets  |
| No | Équipe           | Points | gagnés  | perdus  | pour   | contre | Ratio  | pour | contre | Ratio |
| -- | ---------------- | ------ | ------- | ------- | ------ | ------ | ------ | ---- | ------ | ----- |
| 1  | Kazakhstan       | 4      | 2       | 0       | 150    | 76     | 1.974  | 6    | 0      | MAX   |
| 2  | Ouzbékistan      | 3      | 1       | 1       | 109    | 131    | 0.832  | 3    | 3      | 1.000 |
| 3  | Nouvelle-Zélande | 2      | 0       | 2       | 98     | 150    | 0.653  | 0    | 6      | 0.000 |

#### Groupe C
| No | Équipe     | Points | Matches | Matches | Points | Points | Points | Sets | Sets   | Sets  |
| No | Équipe     | Points | gagnés  | perdus  | pour   | contre | Ratio  | pour | contre | Ratio |
| -- | ---------- | ------ | ------- | ------- | ------ | ------ | ------ | ---- | ------ | ----- |
| 1  | Thaïlande  | 6      | 3       | 0       | 263    | 128    | 2.055  | 9    | 2      | 4.500 |
| 2  | Taïwan     | 5      | 2       | 1       | 239    | 186    | 1.285  | 8    | 3      | 2.667 |
| 3  | Fidji      | 4      | 1       | 2       | 163    | 170    | 0.959  | 3    | 6      | 0.500 |
| 4  | Bangladesh | 3      | 0       | 3       | 44     | 225    | 0.196  | 0    | 9      | 0.000 |

### Troisième tour
| Groupe D                                                                                    | Groupe E                                                                                                 |
| ------------------------------------------------------------------------------------------- | --- |
| Site : Chengdu Chine Thaïlande (1er groupe C) Ouzbékistan (2e groupe B) Fidji (3e groupe C) | Site : Chiayi Corée du Sud Kazakhstan (1er groupe B) Taïwan (2e groupe C) Nouvelle-Zélande (3e groupe B) |

#### Groupe D
| No | Équipe      | Points | Matches | Matches | Points | Points | Points | Sets | Sets   | Sets  |
| No | Équipe      | Points | gagnés  | perdus  | pour   | contre | Ratio  | pour | contre | Ratio |
| -- | ----------- | ------ | ------- | ------- | ------ | ------ | ------ | ---- | ------ | ----- |
| 1  | Chine       | 6      | 3       | 0       | 225    | 116    | 1.940  | 9    | 0      | MAX   |
| 2  | Thaïlande   | 5      | 2       | 1       | 204    | 162    | 1.259  | 6    | 3      | 2.000 |
| 3  | Ouzbékistan | 4      | 1       | 2       | 146    | 212    | 0.689  | 3    | 6      | 0.500 |
| 4  | Fidji       | 3      | 0       | 3       | 140    | 225    | 0.622  | 0    | 9      | 0.000 |

#### Groupe E
| No | Équipe           | Points | Matches | Matches | Points | Points | Points | Sets | Sets   | Sets  |
| No | Équipe           | Points | gagnés  | perdus  | pour   | contre | Ratio  | pour | contre | Ratio |
| -- | ---------------- | ------ | ------- | ------- | ------ | ------ | ------ | ---- | ------ | ----- |
| 1  | Corée du Sud     | 6      | 3       | 0       | 267    | 185    | 1.443  | 9    | 2      | 4.500 |
| 2  | Kazakhstan       | 5      | 2       | 1       | 251    | 195    | 1.287  | 7    | 4      | 1.750 |
| 3  | Taïwan           | 4      | 1       | 2       | 231    | 221    | 1.045  | 5    | 6      | 0.833 |
| 4  | Nouvelle-Zélande | 3      | 0       | 3       | 77     | 225    | 0.342  | 0    | 9      | 0.000 |

### Équipes qualifiées
- Japon (pays organisateur)
- Chine ((1er groupe D)
- Corée du Sud 1er groupe E)
- Thaïlande (2e groupe D)
- Kazakhstan (2e groupe E)

## Zone NORCECA

### Premier tour
| Groupe A | Groupe B                                                                                  |
| --- | ----------------------------------------------------------------------------------------- |
| Site : Marigot (Saint-Martin) Dominique Îles Vierges britanniques Saint-Christophe-et-Niévès Bermudes Anguilla | Site : Gros-Islet Antigua-et-Barbuda Grenade Sainte-Lucie Saint-Vincent-et-les-Grenadines |

#### Groupe A
| No | Équipe                     | Points | Matches | Matches | Points | Points | Points | Sets | Sets   | Sets  |
| No | Équipe                     | Points | gagnés  | perdus  | pour   | contre | Ratio  | pour | contre | Ratio |
| -- | -------------------------- | ------ | ------- | ------- | ------ | ------ | ------ | ---- | ------ | ----- |
| 1  | Bermudes                   | 8      | 4       | 0       | 300    | 178    | 1.685  | 12   | 0      | MAX   |
| 2  | Saint-Christophe-et-Niévès | 6      | 2       | 2       | 290    | 253    | 1.146  | 7    | 6      | 1.167 |
| 3  | Dominique                  | 6      | 2       | 2       | 281    | 267    | 1.052  | 6    | 7      | 0.857 |
| 4  | Anguilla                   | 6      | 2       | 2       | 302    | 304    | 0.993  | 7    | 7      | 1.000 |
| 5  | Îles Vierges britanniques  | 4      | 0       | 4       | 129    | 300    | 0.430  | 0    | 12     | 0,000 |

#### Groupe B
| No | Équipe                          | Points | Matches | Matches | Points | Points | Points | Sets | Sets   | Sets  |
| No | Équipe                          | Points | gagnés  | perdus  | pour   | contre | Ratio  | pour | contre | Ratio |
| -- | ------------------------------- | ------ | ------- | ------- | ------ | ------ | ------ | ---- | ------ | ----- |
| 1  | Sainte-Lucie                    | 6      | 3       | 0       | 251    | 153    | 1,641  | 9    | 1      | 9,000 |
| 2  | Antigua-et-Barbuda              | 5      | 2       | 1       | 216    | 171    | 1,263  | 7    | 3      | 2,333 |
| 3  | Saint-Vincent-et-les-Grenadines | 4      | 1       | 2       | 158    | 211    | 0,749  | 3    | 6      | 0,500 |
| 4  | Grenade                         | 3      | 0       | 3       | 135    | 225    | 0,600  | 0    | 9      | 0,000 |

### Deuxième tour
| Groupe C | Groupe D | Groupe E                                                           |
| --- | --- | ------------------------------------------------------------------ |
| Site : Port-d'Espagne Poule A : Trinité-et-Tobago Aruba Îles Vierges des États-Unis Poule B : Antilles néerlandaises Suriname Bermudes (1er groupe A) | Site : Bridgetown Poule A : Barbade Bahamas Haïti Poule B : Jamaïque Îles Caïmans Sainte-Lucie (1er groupe B) | Site : Managua Guatemala Nicaragua Panama Salvador Belize Honduras |

#### Groupe C

##### Poule A
| No | Équipe                      | Points | Matches | Matches | Points | Points | Points | Sets | Sets   | Sets  |
| No | Équipe                      | Points | gagnés  | perdus  | pour   | contre | Ratio  | pour | contre | Ratio |
| -- | --------------------------- | ------ | ------- | ------- | ------ | ------ | ------ | ---- | ------ | ----- |
| 1  | Trinité-et-Tobago           | 4      | 2       | 0       | 150    | 72     | 2.083  | 6    | 0      | MAX   |
| 2  | Îles Vierges des États-Unis | 3      | 1       | 1       | 122    | 132    | 0.924  | 3    | 3      | 1.000 |
| 3  | Aruba                       | 2      | 0       | 2       | 86     | 154    | 0.558  | 0    | 6      | 0.000 |

##### Poule B
| No | Équipe                 | Points | Matches | Matches | Points | Points | Points | Sets | Sets   | Sets  |
| No | Équipe                 | Points | gagnés  | perdus  | pour   | contre | Ratio  | pour | contre | Ratio |
| -- | ---------------------- | ------ | ------- | ------- | ------ | ------ | ------ | ---- | ------ | ----- |
| 1  | Antilles néerlandaises | 4      | 2       | 0       | 210    | 191    | 1.099  | 6    | 3      | 2.000 |
| 2  | Bermudes               | 3      | 1       | 1       | 185    | 171    | 1.082  | 5    | 3      | 1.667 |
| 3  | Suriname               | 2      | 0       | 2       | 143    | 176    | 0.813  | 1    | 6      | 0.167 |

##### Phase Finale

###### Place 1 à 4
|  | Demi-finales                             | Demi-finales                 |                        |   | Finale                       | Finale                       |
|  | Demi-finales                             | Demi-finales                 |                        |   | Finale                       | Finale                       |
|  |                                          |                              |                        |   |                              |                              |
|  | 05-06-09 (25-16 25-11 25-12)             | 05-06-09 (25-16 25-11 25-12) |                        |   | 06-06-09 (25-16 25-15 25-11) | 06-06-09 (25-16 25-15 25-11) |
|  | 05-06-09 (25-16 25-11 25-12)             | 05-06-09 (25-16 25-11 25-12) |                        |   | 06-06-09 (25-16 25-15 25-11) | 06-06-09 (25-16 25-15 25-11) |
|  | Trinité-et-Tobago                        | 3                            |                        |   | 06-06-09 (25-16 25-15 25-11) | 06-06-09 (25-16 25-15 25-11) |
|  | Trinité-et-Tobago                        | 3                            |                        |   | 06-06-09 (25-16 25-15 25-11) | 06-06-09 (25-16 25-15 25-11) |
|  | Bermudes                                 | 0                            |                        |   | 06-06-09 (25-16 25-15 25-11) | 06-06-09 (25-16 25-15 25-11) |
|  | Bermudes                                 | 0                            | Trinité-et-Tobago      | 3 |                              |                              |
|  | 05-06-09 (14-25 25-20 25-21 23-25 10-15) |                              | Trinité-et-Tobago      | 3 |                              |                              |
|  |                                          | Antilles néerlandaises       | 0                      |   |                              |                              |
|  | Îles Vierges des États-Unis              | Antilles néerlandaises       | 0                      | 2 |                              |                              |
|  | Îles Vierges des États-Unis              |                              |                        | 2 |                              |                              |
|  | Antilles néerlandaises                   | 3                            |                        |   |                              |                              |
|  | Antilles néerlandaises                   | 3                            | Match pour la 3e place |   |                              |                              |
|  |                                          |                              |                        |   |                              |                              |
|  | 06-06-09 (25-27 21-25 25-13 25-10 6-15)  |                              |                        |   |                              |                              |
|  |                                          |                              |                        |   |                              |                              |
|  | Bermudes                                 | 0                            |                        |   |                              |                              |
|  | Bermudes                                 | 0                            |                        |   |                              |                              |
|  | Îles Vierges des États-Unis              | 3                            |                        |   |                              |                              |
|  | Îles Vierges des États-Unis              | 3                            |                        |   |                              |                              |

#### Groupe D

##### Poule A
| No | Équipe  | Points | Matches | Matches | Points | Points | Points | Sets | Sets   | Sets  |
| No | Équipe  | Points | gagnés  | perdus  | pour   | contre | Ratio  | pour | contre | Ratio |
| -- | ------- | ------ | ------- | ------- | ------ | ------ | ------ | ---- | ------ | ----- |
| 1  | Barbade | 4      | 2       | 0       | 187    | 151    | 1.238  | 6    | 2      | 3.000 |
| 2  | Bahamas | 3      | 1       | 1       | 208    | 216    | 0.963  | 5    | 5      | 1.000 |
| 3  | Haïti   | 2      | 0       | 2       | 157    | 185    | 0.849  | 2    | 6      | 0.333 |

##### Poule B
| No | Équipe       | Points | Matches | Matches | Points | Points | Points | Sets | Sets   | Sets  |
| No | Équipe       | Points | gagnés  | perdus  | pour   | contre | Ratio  | pour | contre | Ratio |
| -- | ------------ | ------ | ------- | ------- | ------ | ------ | ------ | ---- | ------ | ----- |
| 1  | Jamaïque     | 4      | 2       | 0       | 150    | 100    | 1.500  | 6    | 0      | MAX   |
| 2  | Sainte-Lucie | 3      | 1       | 1       | 134    | 130    | 1.031  | 3    | 3      | 1.000 |
| 3  | Îles Caïmans | 2      | 0       | 2       | 96     | 150    | 0.640  | 0    | 6      | 0.000 |

##### Phase Finale

###### Place 1 à 4
|  | Demi-finales                             | Demi-finales                             |                        |   | Finale                                  | Finale                                  |
|  | Demi-finales                             | Demi-finales                             |                        |   | Finale                                  | Finale                                  |
|  |                                          |                                          |                        |   |                                         |                                         |
|  | 13-06-09 (25-15 21-25 25-27 25-19 18-16) | 13-06-09 (25-15 21-25 25-27 25-19 18-16) |                        |   | 14-06-09 (25-14 25-23 22-25 23-25 15-8) | 14-06-09 (25-14 25-23 22-25 23-25 15-8) |
|  | 13-06-09 (25-15 21-25 25-27 25-19 18-16) | 13-06-09 (25-15 21-25 25-27 25-19 18-16) |                        |   | 14-06-09 (25-14 25-23 22-25 23-25 15-8) | 14-06-09 (25-14 25-23 22-25 23-25 15-8) |
|  | Barbade                                  | 3                                        |                        |   | 14-06-09 (25-14 25-23 22-25 23-25 15-8) | 14-06-09 (25-14 25-23 22-25 23-25 15-8) |
|  | Barbade                                  | 3                                        |                        |   | 14-06-09 (25-14 25-23 22-25 23-25 15-8) | 14-06-09 (25-14 25-23 22-25 23-25 15-8) |
|  | Sainte-Lucie                             | 2                                        |                        |   | 14-06-09 (25-14 25-23 22-25 23-25 15-8) | 14-06-09 (25-14 25-23 22-25 23-25 15-8) |
|  | Sainte-Lucie                             | 2                                        | Barbade                | 3 |                                         |                                         |
|  | 13-06-09 (25-23 25-9 25-13)              |                                          | Barbade                | 3 |                                         |                                         |
|  |                                          | Jamaïque                                 | 2                      |   |                                         |                                         |
|  | Jamaïque                                 | Jamaïque                                 | 2                      | 3 |                                         |                                         |
|  | Jamaïque                                 |                                          |                        | 3 |                                         |                                         |
|  | Bahamas                                  | 0                                        |                        |   |                                         |                                         |
|  | Bahamas                                  | 0                                        | Match pour la 3e place |   |                                         |                                         |
|  |                                          |                                          |                        |   |                                         |                                         |
|  | 14-06-09 (24-26 14-25 21-25)             |                                          |                        |   |                                         |                                         |
|  |                                          |                                          |                        |   |                                         |                                         |
|  | Sainte-Lucie                             | 0                                        |                        |   |                                         |                                         |
|  | Sainte-Lucie                             | 0                                        |                        |   |                                         |                                         |
|  | Bahamas                                  | 3                                        |                        |   |                                         |                                         |
|  | Bahamas                                  | 3                                        |                        |   |                                         |                                         |

#### Groupe E
| No | Équipe    | Points | Matches | Matches | Points | Points | Points | Sets | Sets   | Sets   |
| No | Équipe    | Points | gagnés  | perdus  | pour   | contre | Ratio  | pour | contre | Ratio  |
| -- | --------- | ------ | ------- | ------- | ------ | ------ | ------ | ---- | ------ | ------ |
| 1  | Guatemala | 10     | 5       | 0       | 387    | 283    | 1.367  | 15   | 1      | 15.000 |
| 2  | Nicaragua | 9      | 4       | 1       | 390    | 252    | 1.548  | 13   | 3      | 4.333  |
| 3  | Panama    | 8      | 3       | 2       | 347    | 335    | 1.036  | 9    | 7      | 1.286  |
| 4  | Salvador  | 7      | 2       | 3       | 307    | 338    | 0.908  | 6    | 9      | 0.667  |
| 5  | Honduras  | 6      | 1       | 4       | 306    | 405    | 0.756  | 4    | 13     | 0.308  |
| 6  | Belize    | 5      | 0       | 5       | 270    | 394    | 0.685  | 1    | 15     | 0.067  |

### Troisième tour
| Groupe F                                                                                                | Groupe G                                                                                         | Groupe H | Groupe I                                                                     |
| --- | ------------------------------------------------------------------------------------------------ | --- | ---------------------------------------------------------------------------- |
| Site : La Havane Cuba Trinité-et-Tobago (1er groupe C) Guatemala (1er groupe E) Nicaragua (2e groupe E) | Site : Orlando États-Unis Costa Rica Barbade (1er groupe D) Antilles néerlandaises (2e groupe C) | Site : Santiago de los Caballeros République dominicaine Mexique Îles Vierges des États-Unis (3e groupe C) Panama (3e groupe E) | Site : Caguas Porto Rico Canada Jamaïque (2e groupe D) Bahamas (3e groupe D) |

#### Groupe F
| No | Équipe            | Points | Matches | Matches | Points | Points | Points | Sets | Sets   | Sets  |
| No | Équipe            | Points | gagnés  | perdus  | pour   | contre | Ratio  | pour | contre | Ratio |
| -- | ----------------- | ------ | ------- | ------- | ------ | ------ | ------ | ---- | ------ | ----- |
| 1  | Cuba              | 6      | 3       | 0       | 225    | 125    | 1.800  | 9    | 0      | MAX   |
| 2  | Trinité-et-Tobago | 5      | 2       | 1       | 220    | 204    | 1.078  | 6    | 4      | 1.500 |
| 3  | Nicaragua         | 4      | 1       | 2       | 211    | 247    | 0.854  | 4    | 7      | 0.571 |
| 4  | Guatemala         | 3      | 0       | 3       | 169    | 249    | 0.679  | 1    | 9      | 0.111 |

#### Groupe G
| No | Équipe                 | Points | Matches | Matches | Points | Points | Points | Sets | Sets   | Sets  |
| No | Équipe                 | Points | gagnés  | perdus  | pour   | contre | Ratio  | pour | contre | Ratio |
| -- | ---------------------- | ------ | ------- | ------- | ------ | ------ | ------ | ---- | ------ | ----- |
| 1  | États-Unis             | 6      | 3       | 0       | 225    | 92     | 2.446  | 9    | 0      | MAX   |
| 2  | Costa Rica             | 5      | 2       | 1       | 189    | 176    | 1.074  | 6    | 3      | 2.000 |
| 3  | Antilles néerlandaises | 4      | 1       | 2       | 181    | 261    | 0.693  | 3    | 8      | 0.375 |
| 4  | Barbade                | 3      | 0       | 3       | 193    | 259    | 0.745  | 2    | 9      | 0.222 |

#### Groupe H
| No | Équipe                      | Points | Matches | Matches | Points | Points | Points | Sets | Sets   | Sets  |
| No | Équipe                      | Points | gagnés  | perdus  | pour   | contre | Ratio  | pour | contre | Ratio |
| -- | --------------------------- | ------ | ------- | ------- | ------ | ------ | ------ | ---- | ------ | ----- |
| 1  | République dominicaine      | 6      | 3       | 0       | 225    | 103    | 2.184  | 9    | 0      | MAX   |
| 2  | Mexique                     | 5      | 2       | 1       | 207    | 191    | 1.084  | 6    | 4      | 1.500 |
| 3  | Îles Vierges des États-Unis | 4      | 1       | 2       | 174    | 257    | 0.677  | 3    | 8      | 0.375 |
| 4  | Panama                      | 3      | 0       | 3       | 208    | 263    | 0.791  | 3    | 9      | 0.333 |

#### Groupe I
| No | Équipe     | Points | Matches | Matches | Points | Points | Points | Sets | Sets   | Sets  |
| No | Équipe     | Points | gagnés  | perdus  | pour   | contre | Ratio  | pour | contre | Ratio |
| -- | ---------- | ------ | ------- | ------- | ------ | ------ | ------ | ---- | ------ | ----- |
| 1  | Porto Rico | 6      | 3       | 0       | 225    | 133    | 1.692  | 9    | 0      | MAX   |
| 2  | Canada     | 5      | 2       | 1       | 209    | 151    | 1.384  | 6    | 3      | 2.000 |
| 3  | Jamaïque   | 4      | 1       | 2       | 169    | 219    | 0.772  | 3    | 6      | 0.500 |
| 4  | Bahamas    | 3      | 0       | 3       | 125    | 225    | 0.556  | 0    | 9      | 0.000 |

### Playoff
| Groupe F |
| Site : Tijuana Trinité-et-Tobago (2e groupe F) Costa Rica (2e groupe G) Mexique (2e groupe H) Canada (2e groupe I) |

| No | Équipe            | Points | Matches | Matches | Points | Points | Points | Sets | Sets   | Sets  |
| No | Équipe            | Points | gagnés  | perdus  | pour   | contre | Ratio  | pour | contre | Ratio |
| -- | ----------------- | ------ | ------- | ------- | ------ | ------ | ------ | ---- | ------ | ----- |
| 1  | Canada            | 6      | 3       | 0       | 257    | 207    | 1.242  | 9    | 2      | 4.500 |
| 2  | Costa Rica        | 5      | 2       | 1       | 231    | 211    | 1.095  | 6    | 4      | 1.500 |
| 3  | Mexique           | 4      | 1       | 2       | 253    | 262    | 0.966  | 6    | 6      | 1.000 |
| 4  | Trinité-et-Tobago | 3      | 0       | 3       | 164    | 225    | 0.729  | 0    | 9      | 0.000 |

### Équipes qualifiées
- Cuba (1er groupe F)
- États-Unis (1er groupe G)
- République dominicaine (1er groupe H)
- Porto Rico (1er groupe I)
- Canada (1er Playoff)
- Costa Rica (2e Playoff)

## Zone Amérique du Sud

### Deuxième tour
| Groupe A                                                               |
| Site : Buenos Aires Venezuela Uruguay Argentine Colombie Chili Bolivie |

#### Groupe A
| No | Équipe    | Points | Matches | Matches | Points | Points | Points | Sets | Sets   | Sets  |
| No | Équipe    | Points | gagnés  | perdus  | pour   | contre | Ratio  | pour | contre | Ratio |
| -- | --------- | ------ | ------- | ------- | ------ | ------ | ------ | ---- | ------ | ----- |
| 1  | Argentine | 10     | 5       | 0       | 379    | 220    | 1.723  | 15   | 0      | MAX   |
| 2  | Venezuela | 9      | 4       | 1       | 394    | 334    | 1.180  | 12   | 5      | 2.400 |
| 3  | Colombie  | 8      | 3       | 2       | 386    | 365    | 1.058  | 10   | 8      | 1.250 |
| 4  | Uruguay   | 7      | 2       | 3       | 407    | 385    | 1.057  | 9    | 10     | 0.900 |
| 5  | Chili     | 6      | 1       | 4       | 268    | 354    | 0.757  | 3    | 12     | 0.250 |
| 6  | Bolivie   | 5      | 0       | 5       | 223    | 399    | 0.559  | 1    | 15     | 0.067 |

### Troisième tour
| Groupe B                                                                            |
| Site : Belo Horizonte Brésil Pérou Argentine (1er groupe A) Venezuela (2e groupe A) |

#### Groupe B

##### Tour préliminaire
| No | Équipe    | Points | Matches | Matches | Points | Points | Points | Sets | Sets   | Sets  |
| No | Équipe    | Points | gagnés  | perdus  | pour   | contre | Ratio  | pour | contre | Ratio |
| -- | --------- | ------ | ------- | ------- | ------ | ------ | ------ | ---- | ------ | ----- |
| 1  | Brésil    | 6      | 3       | 0       | 245    | 165    | 1.485  | 9    | 1      | 9.000 |
| 2  | Pérou     | 5      | 2       | 1       | 251    | 248    | 1.012  | 6    | 6      | 1.000 |
| 3  | Argentine | 4      | 1       | 2       | 255    | 276    | 0.924  | 6    | 7      | 0.857 |
| 4  | Venezuela | 3      | 0       | 3       | 197    | 259    | 0.761  | 2    | 9      | 0.222 |

##### Phase finale
|  | Demi-finales                       | Demi-finales                |                        |   | Finale                       | Finale                       |
|  | Demi-finales                       | Demi-finales                |                        |   | Finale                       | Finale                       |
|  |                                    |                             |                        |   |                              |                              |
|  | 25-07-09 (25-11 25-9 25-10)        | 25-07-09 (25-11 25-9 25-10) |                        |   | 26-07-09 (25-14 25-12 25-12) | 26-07-09 (25-14 25-12 25-12) |
|  | 25-07-09 (25-11 25-9 25-10)        | 25-07-09 (25-11 25-9 25-10) |                        |   | 26-07-09 (25-14 25-12 25-12) | 26-07-09 (25-14 25-12 25-12) |
|  | Brésil                             | 3                           |                        |   | 26-07-09 (25-14 25-12 25-12) | 26-07-09 (25-14 25-12 25-12) |
|  | Brésil                             | 3                           |                        |   | 26-07-09 (25-14 25-12 25-12) | 26-07-09 (25-14 25-12 25-12) |
|  | Venezuela                          | 0                           |                        |   | 26-07-09 (25-14 25-12 25-12) | 26-07-09 (25-14 25-12 25-12) |
|  | Venezuela                          | 0                           | Brésil                 | 3 |                              |                              |
|  | 25-07-09 (25-17 25-22 25-19)       |                             | Brésil                 | 3 |                              |                              |
|  |                                    | Pérou                       | 0                      |   |                              |                              |
|  | Pérou                              | Pérou                       | 0                      | 3 |                              |                              |
|  | Pérou                              |                             |                        | 3 |                              |                              |
|  | Argentine                          | 0                           |                        |   |                              |                              |
|  | Argentine                          | 0                           | Match pour la 3e place |   |                              |                              |
|  |                                    |                             |                        |   |                              |                              |
|  | 26-07-09 (25-23 16-25 25-22 25-21) |                             |                        |   |                              |                              |
|  |                                    |                             |                        |   |                              |                              |
|  | Venezuela                          | 3                           |                        |   |                              |                              |
|  | Venezuela                          | 3                           |                        |   |                              |                              |
|  | Argentine                          | 1                           |                        |   |                              |                              |
|  | Argentine                          | 1                           |                        |   |                              |                              |

### Équipes qualifiées
- Brésil (1er groupe B)
- Pérou (2e groupe B)

## Zone Europe

### Premier tour
| Groupe A                                                                | Groupe B                                                                                | Groupe C                                                            |
| ----------------------------------------------------------------------- | --------------------------------------------------------------------------------------- | ------------------------------------------------------------------- |
| Site : Lendava, Sport Hall Slovénie Autriche Hongrie Bosnie-Herzégovine | Site : Sheffield, English Institute of Sport Grande-Bretagne Portugal Israël Monténégro | Site : Tallinn, Kalev Sports Hall Danemark Estonie Géorgie Moldavie |

#### Groupe A
| No | Équipe             | Points | Matches | Matches | Points | Points | Points | Sets | Sets   | Sets  |
| No | Équipe             | Points | gagnés  | perdus  | pour   | contre | Ratio  | pour | contre | Ratio |
| -- | ------------------ | ------ | ------- | ------- | ------ | ------ | ------ | ---- | ------ | ----- |
| 1  | Hongrie            | 6      | 3       | 0       | 265    | 201    | 1.318  | 9    | 2      | 4.500 |
| 2  | Slovénie           | 5      | 2       | 1       | 233    | 199    | 1.171  | 7    | 3      | 2.333 |
| 3  | Bosnie-Herzégovine | 4      | 1       | 2       | 183    | 210    | 0.871  | 3    | 6      | 0.500 |
| 4  | Autriche           | 3      | 0       | 3       | 175    | 246    | 0.711  | 1    | 9      | 0.111 |

#### Groupe B
| No | Équipe          | Points | Matches | Matches | Points | Points | Points | Sets | Sets   | Sets  |
| No | Équipe          | Points | gagnés  | perdus  | pour   | contre | Ratio  | pour | contre | Ratio |
| -- | --------------- | ------ | ------- | ------- | ------ | ------ | ------ | ---- | ------ | ----- |
| 1  | Israël          | 6      | 3       | 0       | 228    | 158    | 1.443  | 9    | 0      | MAX   |
| 2  | Portugal        | 5      | 2       | 1       | 248    | 233    | 1.064  | 6    | 5      | 1.200 |
| 3  | Grande-Bretagne | 4      | 1       | 2       | 257    | 283    | 0.908  | 5    | 7      | 0.714 |
| 4  | Monténégro      | 3      | 0       | 3       | 189    | 248    | 0.762  | 1    | 9      | 0.111 |

#### Groupe C
| No | Équipe   | Points | Matches | Matches | Points | Points | Points | Sets | Sets   | Sets  |
| No | Équipe   | Points | gagnés  | perdus  | pour   | contre | Ratio  | pour | contre | Ratio |
| -- | -------- | ------ | ------- | ------- | ------ | ------ | ------ | ---- | ------ | ----- |
| 1  | Moldavie | 6      | 3       | 0       | 250    | 173    | 1.445  | 9    | 2      | 4.500 |
| 2  | Estonie  | 5      | 2       | 1       | 243    | 197    | 1.234  | 8    | 3      | 2.667 |
| 3  | Géorgie  | 4      | 1       | 2       | 175    | 231    | 0.758  | 3    | 7      | 0.429 |
| 4  | Danemark | 3      | 0       | 3       | 177    | 244    | 0.725  | 1    | 9      | 0.111 |

### Deuxième tour
| Groupe D                                                                          | Groupe E                                                                | Groupe F                                                                          | Groupe G                                                                                |
| --------------------------------------------------------------------------------- | ----------------------------------------------------------------------- | --------------------------------------------------------------------------------- | --------------------------------------------------------------------------------------- |
| Site : Quba Olzmpic Leisure Azerbaïdjan Ukraine Biélorussie Israël (1er groupe B) | Site : Split SC Gripe Belgique Slovaquie Croatie Hongrie (1er groupe A) | Site : Gabrovo Orlovec Bulgarie Tchéquie Roumanie Albanie Moldavie (1er groupe C) | Site : Marseille Palais des Sports France Grèce Espagne Finlande Slovénie (2e groupe A) |

#### Groupe D
| No | Équipe      | Points | Matches | Matches | Points | Points | Points | Sets | Sets   | Sets  |
| No | Équipe      | Points | gagnés  | perdus  | pour   | contre | Ratio  | pour | contre | Ratio |
| -- | ----------- | ------ | ------- | ------- | ------ | ------ | ------ | ---- | ------ | ----- |
| 1  | Biélorussie | 6      | 3       | 0       | 256    | 224    | 1.143  | 9    | 1      | 9.000 |
| 2  | Azerbaïdjan | 5      | 2       | 1       | 242    | 202    | 1.198  | 6    | 4      | 1.500 |
| 3  | Israël      | 4      | 1       | 2       | 247    | 277    | 0.892  | 5    | 7      | 0.714 |
| 4  | Ukraine     | 3      | 0       | 3       | 204    | 246    | 0.829  | 1    | 9      | 0.111 |

#### Groupe E
| No | Équipe    | Points | Matches | Matches | Points | Points | Points | Sets | Sets   | Sets  |
| No | Équipe    | Points | gagnés  | perdus  | pour   | contre | Ratio  | pour | contre | Ratio |
| -- | --------- | ------ | ------- | ------- | ------ | ------ | ------ | ---- | ------ | ----- |
| 1  | Croatie   | 6      | 3       | 0       | 230    | 156    | 1.474  | 9    | 0      | MAX   |
| 2  | Belgique  | 5      | 2       | 1       | 212    | 194    | 1.093  | 6    | 3      | 2.000 |
| 3  | Slovaquie | 4      | 1       | 2       | 189    | 205    | 0.922  | 3    | 6      | 0.500 |
| 4  | Hongrie   | 3      | 0       | 3       | 149    | 225    | 0.662  | 0    | 9      | 0,000 |

#### Groupe F
| No | Équipe   | Points | Matches | Matches | Points | Points | Points | Sets | Sets   | Sets  |
| No | Équipe   | Points | gagnés  | perdus  | pour   | contre | Ratio  | pour | contre | Ratio |
| -- | -------- | ------ | ------- | ------- | ------ | ------ | ------ | ---- | ------ | ----- |
| 1  | Bulgarie | 8      | 4       | 0       | 353    | 275    | 1.284  | 12   | 2      | 6.000 |
| 2  | Tchéquie | 7      | 3       | 1       | 340    | 276    | 1.232  | 10   | 4      | 2.500 |
| 3  | Roumanie | 6      | 2       | 2       | 328    | 277    | 1.184  | 8    | 6      | 1.333 |
| 4  | Albanie  | 5      | 1       | 3       | 225    | 318    | 0.708  | 3    | 10     | 0.300 |
| 5  | Moldavie | 4      | 0       | 4       | 224    | 324    | 0.691  | 1    | 12     | 0.083 |

#### Groupe G
| No | Équipe   | Points | Matches | Matches | Points | Points | Points | Sets | Sets   | Sets  |
| No | Équipe   | Points | gagnés  | perdus  | pour   | contre | Ratio  | pour | contre | Ratio |
| -- | -------- | ------ | ------- | ------- | ------ | ------ | ------ | ---- | ------ | ----- |
| 1  | Espagne  | 8      | 4       | 0       | 375    | 316    | 1.187  | 12   | 5      | 2.400 |
| 2  | France   | 7      | 3       | 1       | 402    | 334    | 1.204  | 11   | 6      | 1.833 |
| 3  | Slovénie | 6      | 2       | 2       | 354    | 362    | 0.978  | 9    | 8      | 1.125 |
| 4  | Grèce    | 5      | 1       | 3       | 332    | 346    | 0.960  | 7    | 9      | 0.778 |
| 5  | Finlande | 4      | 0       | 4       | 216    | 321    | 0.673  | 1    | 12     | 0.083 |

### Troisième tour
| Groupe H                                                                                           | Groupe I                                                                                    | Groupe J                                                                   | Groupe K                                                                          |
| -------------------------------------------------------------------------------------------------- | ------------------------------------------------------------------------------------------- | -------------------------------------------------------------------------- | --------------------------------------------------------------------------------- |
| Site : Conegliano Italie Biélorussie (1er groupe D) Bulgarie (1er groupe F) Tchéquie (2e groupe F) | Site : Subotica Serbie Croatie (1er groupe E) Espagne (1er groupe G) Roumanie (3e groupe F) | Site : Rzeszów Pologne Turquie Belgique (2e groupe E) France (2e groupe G) | Site : Almere Pays-Bas Allemagne Azerbaïdjan (2e groupe D) Slovénie (3e groupe G) |

#### Groupe H
| No | Équipe      | Points | Matches | Matches | Points | Points | Points | Sets | Sets   | Sets  |
| No | Équipe      | Points | gagnés  | perdus  | pour   | contre | Ratio  | pour | contre | Ratio |
| -- | ----------- | ------ | ------- | ------- | ------ | ------ | ------ | ---- | ------ | ----- |
| 1  | Italie      | 6      | 3       | 0       | 259    | 217    | 1.194  | 9    | 2      | 4.500 |
| 2  | Tchéquie    | 5      | 2       | 1       | 254    | 252    | 1.008  | 6    | 5      | 1.200 |
| 3  | Biélorussie | 4      | 1       | 2       | 229    | 257    | 0.891  | 4    | 7      | 0.571 |
| 4  | Bulgarie    | 3      | 0       | 3       | 279    | 295    | 0.946  | 4    | 9      | 0.444 |

#### Groupe I
| No | Équipe   | Points | Matches | Matches | Points | Points | Points | Sets | Sets   | Sets  |
| No | Équipe   | Points | gagnés  | perdus  | pour   | contre | Ratio  | pour | contre | Ratio |
| -- | -------- | ------ | ------- | ------- | ------ | ------ | ------ | ---- | ------ | ----- |
| 1  | Serbie   | 6      | 3       | 0       | 275    | 208    | 1.322  | 9    | 2      | 4.500 |
| 2  | Croatie  | 5      | 2       | 1       | 283    | 261    | 1.084  | 7    | 6      | 1.167 |
| 3  | Roumanie | 4      | 1       | 2       | 223    | 279    | 0.799  | 5    | 7      | 0.714 |
| 4  | Espagne  | 3      | 0       | 3       | 234    | 267    | 0.876  | 3    | 9      | 0.333 |

#### Groupe J
| No | Équipe   | Points | Matches | Matches | Points | Points | Points | Sets | Sets   | Sets  |
| No | Équipe   | Points | gagnés  | perdus  | pour   | contre | Ratio  | pour | contre | Ratio |
| -- | -------- | ------ | ------- | ------- | ------ | ------ | ------ | ---- | ------ | ----- |
| 1  | Turquie  | 6      | 3       | 0       | 251    | 202    | 1.243  | 6    | 1      | 6.000 |
| 2  | Pologne  | 5      | 2       | 1       | 283    | 257    | 1.101  | 7    | 5      | 1.400 |
| 3  | Belgique | 4      | 1       | 2       | 239    | 265    | 0.902  | 5    | 7      | 0.714 |
| 4  | France   | 3      | 0       | 3       | 196    | 245    | 0.800  | 1    | 6      | 0.111 |

#### Groupe K
| No | Équipe      | Points | Matches | Matches | Points | Points | Points | Sets | Sets   | Sets  |
| No | Équipe      | Points | gagnés  | perdus  | pour   | contre | Ratio  | pour | contre | Ratio |
| -- | ----------- | ------ | ------- | ------- | ------ | ------ | ------ | ---- | ------ | ----- |
| 1  | Allemagne   | 6      | 3       | 0       | 259    | 223    | 1.161  | 9    | 2      | 4.500 |
| 2  | Pays-Bas    | 5      | 2       | 1       | 239    | 210    | 1.138  | 6    | 4      | 1.500 |
| 3  | Azerbaïdjan | 4      | 1       | 2       | 254    | 271    | 0.937  | 5    | 8      | 0.625 |
| 4  | Slovénie    | 3      | 0       | 3       | 227    | 275    | 0.825  | 3    | 9      | 0.333 |

### Équipes qualifiées
- Russie (tenant du titre)
- Italie (1er groupe H)
- Serbie (1er groupe I)
- Turquie (1er groupe J)
- Allemagne (1er groupe K)
- Tchéquie (2e groupe H)
- Croatie (2e groupe I)
- Pologne (2e groupe J)
- Pays-Bas (2e groupe K)